# Sztaurakiosz bizánci császár
Sztaurakiosz (ógörögül: Σταυράκιος, latinul: Stauracius, 790 körül – 812. január 11.), a Bizánci Birodalom császára (uralkodott 811. július 26. – 811. október 2.), I. Niképhorosz fia és 803-tól kezdve tárcsászára volt. 807-ben vette feleségül a hajdani Eiréné császárnő rokonát, az athéni Theophanót.

## Élete
Miután atyja diadalmasan előretörő seregét a bolgárok bekerítették a hegyekben, majd lemészárolták a császárral együtt, a súlyos sérülést kapott trónörököst maradék katonái kimentették és Adrianopoliszba szállították, ahol császárrá kiáltották ki. Mivel felgyógyulására nem volt sok remény, leginkább egy alkalmas utód kijelölése miatt volt szükség Sztaurakioszra. A legvalószínűbb jelölt sógora, Mikhaél Rhangabé volt, de a császárné, Theophanó is magának követelte a régensi hatalmat. Sztaurakiosz nem tudott dönteni.
A fenyegető külpolitikai katasztrófa árnyékában végül puccs döntötte el a vitát. Október 2-án a hadsereg, a senatus és a nép Niképhorosz pátriárka támogatásával császárrá kiáltotta ki Mikhaélt, azaz I. Mikhaélt. Sztaurakiosz tudomásul vette a döntést, lemondott és kolostorba vonult, ahol három hónap múlva, 812. január 11-én meg is halt.

## Külső hivatkozások
- Georg Ostrogorsky: A bizánci állam története. Budapest, Osiris, 2003. ISBN 963-389-383-6

| Előző uralkodó: I. Niképhorosz | Bizánci császár 811 | Következő uralkodó: I. Mikhaél |